# Cados
Cados (llamada oficialmente Santa María de Cados) es una parroquia y un lugar del municipio español de Muiños, en la provincia de Orense, Galicia.

## Organización territorial
La parroquia está formada por cuatro entidades de población:
- Barrio
- Cados
- Piñoi
- San Miguel

## Demografía

### Parroquia
| Gráfica de evolución demográfica de Cados (parroquia) entre 2000 y 2022 |
|                                                                         |
| Datos según el nomenclátor publicado por el INE.                        |

### Lugar
| Gráfica de evolución demográfica de Cados (lugar) entre 2000 y 2022 |
|                                                                     |
| Datos según el nomenclátor publicado por el INE.                    |